# Флоря, Сильвиу
Сильвиу Флоря (рум. Silviu Florea, родился 19 апреля 1977 в Бухаресте) — румынский регбист, выступавший на позиции пропа.

## Игровая карьера
Выступал в клубах чемпионата Франции «Расинг Метро 92», «Безье Эро», «Монтобан», «Бордо-Бегль». За сборную Румынии сыграл 29 матчей. Участник трёх Кубков мира: 2003, 2007, 2011.

## Достижения
- Чемпион Румынии (2003)